# Phước Thái, Ninh Phước
Phước Thái là một xã thuộc huyện Ninh Phước, tỉnh Ninh Thuận, Việt Nam.

## Địa lý
Xã Phước Thái nằm ở phía tây huyện Ninh Phước, có vị trí địa lý:
- Phía đông giáp xã Phước Hậu
- Phía tây giáp các huyện Thuận Nam và Ninh Sơn
- Phía nam giáp xã Phước Hữu
- Phía bắc giáp các xã Phước Sơn và Phước Vinh.

Xã có diện tích 117,08 km², dân số năm 2019 là 9.658 người, mật độ dân số đạt 83 người/km².

## Hành chính
Xã Phước Thái được chia thành 8 thôn: Hoài Trung, Hoài Ni, Thái Giao, Thái Hoà, Như Bình, Như Ngọc, Đá Trắng, Tà Dương.(Nhưng đến ngày 17 tháng 7 năm 2020 thôn Thái Hòa sáp nhập trở lại vào thôn Thái Giao, nên xã Phước Thái giảm xuống còn 7 thôn.)